# Florian Buchacher
Florian Buchacher (* 28. September 1987) ist ein österreichischer Fußballspieler.

## Karriere
Buchacher begann seine Karriere beim Innsbrucker AC. 2004 stieg er in den Landesligakader auf. Mit dem IAC konnte er 2006 in die Regionalliga aufsteigen. Nach dem Abstieg 2008 wechselte er innerhalb Innsbrucks zum Regionalligisten SVG Reichenau. Nachdem Reichenau 2011 ebenfalls in die Landesliga abgestiegen war, schloss er sich der WSG Wattens an. Nachdem er mit den Wattenern den Aufstieg vier Saisonen in Folge verpasst hatte, konnte man 2015/16 Meister der Regionalliga West werden und somit in den Profifußball aufsteigen. Sein Debüt in der zweiten Liga gab Buchacher am ersten Spieltag der Saison 2016/17 gegen den FC Blau-Weiß Linz.
Zur Saison 2018/19 wechselte er zum Bundesligisten FC Wacker Innsbruck, bei dem er einen bis Juni 2019 laufenden Vertrag erhielt. Mit Wacker musste er zu Saisonende aus der Bundesliga absteigen, woraufhin er Innsbruck verließ und zur mittlerweile in WSG Tirol umbenannten WSG nach Wattens zurückkehrte, die inzwischen in die Bundesliga aufgestiegen war. In zwei Jahren bei der WSG kam er zu 30 Bundesligaeinsätzen. Nach der Saison 2020/21 verließ er den Verein wieder.
Nach einer Spielzeit ohne Klub kehrte Buchacher zur Saison 2022/23 nach Reichenau zurück.